# Serra de Mont-ras
La Serra de Mont-ras és una serra situada entre els municipis de Castelló de Farfanya i d'Os de Balaguer a la comarca de la Noguera, amb una elevació màxima de 485 metres.